# Erislandy Álvarez
Erislandy Álvarez est un boxeur cubain évoluant dans la catégorie des poids légers (-63.5 kg) né le 14 juillet 2000 à Cienfuegos. Il devient champion olympique en remportant le tournoi des poids légers des Jeux de Paris en 2024.

## Carrière
Lors des Championnats du monde de boxe amateur 2023 à Tachkent, Álvarez s'incline en finale face au Français Sofiane Oumiha.
En 2024, il obtient sa qualification au tournoi olympique des Jeux de Paris lors de l'ultime TQO de Bangkok avec une série de quatre victoires consécutives. Lors des Jeux olympiques, il bat dans un premier combat un boxeur de Papouasie-Nouvelle-Guinée sur décision de l'arbitre puis l'Algérien Ait Bekka, le Thaïlandais Sinsiri et le Géorgien Lasha Guruli, toujours sur le score de 5-0 à l'unanimité des juges. Lors de la finale, il prend sa revanche sur le Français Oumiha par décision partagée (3-2) .

## Palmarès

### Jeux olympiques
- Médaille d'or en -63 kg en 2024 à Paris, France

### Championnats du monde de boxe amateur
- Médaille d'argent en -60 kg en 2023 à Tachkent, Ouzbékistan